# ژان پولان
ژان پولان (به فرانسوی: Jean Paulhan) نویسنده و منتقد قرن نوزدهم میلادی اهل فرانسه بود.